# دومین پیمان برومزبرو
دومین پیمان برومزبرو در ۱۳ اوت ۱۶۴۵ امضا شد و به جنگ تروستنسون، یک درگیری محلی در سال ۱۶۴۳ میان دانمارک-نروژ و سوئد که بخشی از جنگ سی‌ساله بود پایان داد. مذاکرات برای صلح در فوریه همان سال آغاز شدند.

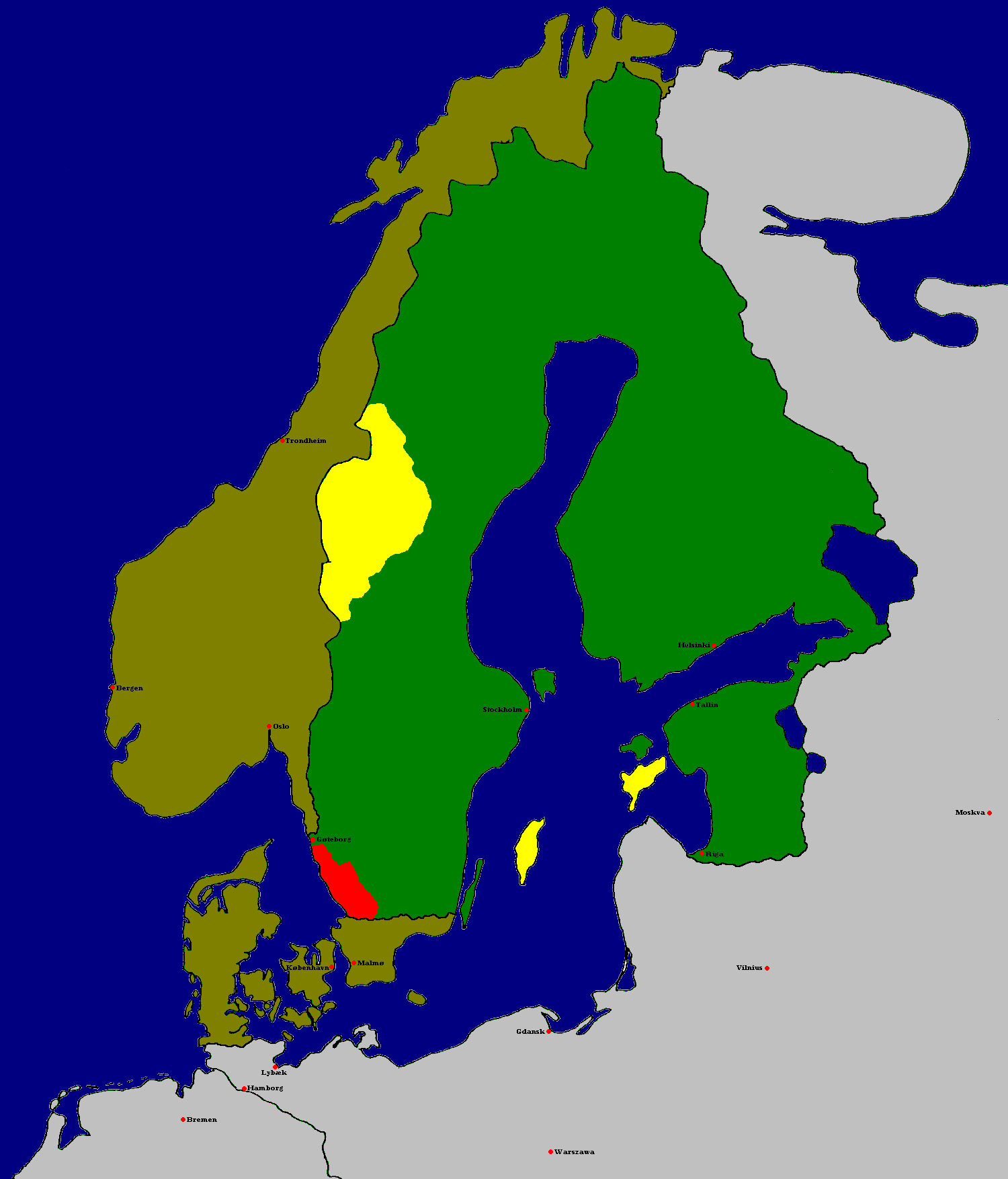
پیمان برومزبرو در سال ۱۶۴۵. قهوه‌ای: دانمارک-نروژ؛ سبز: سوئد؛ زرد: استان‌های الحاق شده به سوئد؛ قرمز: استان هاللاند که برای ۳۰ سال به سوئد داده شد.